# Пистрогор
Пистрого́р (болг. Пъстрогор) — село в Хасковській області Болгарії. Входить до складу общини Свиленград.

## Населення
За даними перепису населення 2011 року у селі проживали 180 осіб, з них 176 осіб (98,9%) — болгари.
Розподіл населення за віком у 2011 році:
Динаміка населення: